# Ляхово (Нижний Новгород)
Ля́хово — деревня в составе городского округа г. Нижнего Новгорода.
Административно относится к Приокскому району города Нижнего Новгорода.

## История
Основана предположительно во второй половине XVII века — начале XVIII века.
Павел Иванович Мельников, бывший хозяином этого имения, приводил две версии происхождения его названия:
1. Вероятнее всего названа по фамилии первооснователя, некоего Ляхова, деревня была его родовым имением. Эта версия представляется довольно убедительной, особенно в связи с документом, относящимся к времени правления сына Ивана Грозного, царя Фёдора Иоанновича. Из Москвы в Нижний Новгород был отправлен царский указ, чтобы местные власти разобрались с вопросом, кому должно принадлежать сельцо Ляхово в Нижегородском уезде в Берёзопольском стане, которое после смерти своего бывшего владельца осталось без хозяина, причём покойный владелец имел титул «пан». Известно, что на Руси панами называли выходцев из Польши (лях (устар.) — поляк).
2. Другая, менее вероятная версия связана с битвой с приверженцами Лжедмитрия II, недалеко от этих мест и последующей казни пленных на этом месте. Приверженцев Лжедмитрия его противники называли или воровскими людьми, или, отожествляя их с ляхами. Как упоминает Мельников-Печерский в «Очерках мордвы», «По местному преданию, нижегородцы побили ляхов и их сообщников там, где теперь находится сельцо Ляхово, названное этим именем, потому что стоит на костях ляхов».[3][4]

В конце XVIII веке деревня Ляхово была куплена председателем Нижегородского уголовного суда К. М. Ребиндером, затем стала имением его зятя — писателя П. И. Мельникова-Печерского. Первые главы романа «На горах» были им написаны в Ляхово, в избе крестьянина Василия Самоилова-Большого.
В 1899—1908 годах на окраине Ляхова, при непосредственном участии выдающегося русского врача-психиатра и общественного деятеля П. П. Кащенко, была построена психиатрическая клиника (ныне — Нижегородская областная психоневрологическая больница № 1 им. П. П. Кащенко). Архитектурный комплекс больницы является объектом культурного наследия (памятником истории). Архитектор — П. П. Малиновский.

## Население
| 2002 | 2010 |
| ---- | ---- |
| 934  | ↘907 |

## Важные объекты и достопримечательности
- Нижегородская областная психоневрологическая больница № 1 имени П. П. Кащенко[6]
- Церковь Георгия Победоносца в Ляхове[7]

## Общественный транспорт
Автобусный маршрут №37 Кузнечиха-2 — Ближнеконстантиново (заезд в Ляхово, ост. «Областная психиатрическая больница»).